# Stade des Baumes
 (août 2017).
Si vous disposez d'ouvrages ou d'articles de référence ou si vous connaissez des sites web de qualité traitant du thème abordé ici, merci de compléter l'article en donnant les références utiles à sa vérifiabilité et en les liant à la section « Notes et références ».
Le stade des Baumes (anciennement stade Jean Clément) est un stade de football américain et de rugby situé à proximité de la rue de Thibert (allée Paul Rouquette) dans le quartier de Chateauvert à Valence, dans la Drôme en France

## Club résident
Depuis sa rénovation en 2016, le club de football américain des Sharks de Valence et le club de rugby du VRDR se partagent l'enceinte sportive pour leurs entraînements.

## Histoire
En 2011, la commune rachète le stade. Il était alors envisagé de construire à cet emplacement des logements. En 2016, une grande rénovation est entamée.
En avril 2017 et pour la première fois, il accueille un match de football américain féminin.